# Åbo Sångarbröder Musices Amates
Åbo Sångarbröder Musices Amantes (ÅSMA) är en finlandssvensk manskör som grundades 1908. Kören dirigeras av Tommi Penttinen. Tidigare dirigenter var bl.a. Paul Jansson, Marina Pettersson och Martin Segerstråle.

## Diskografi
- Sången (1988)
- ÅSMA med Paul Jansson genom årtionden (1992)
- Får jag lämna några blommor (2002)